# Кіпр на зимових Олімпійських іграх 1992
Кіпр на зимових Олімпійських іграх 1992 в Альбервілі (Франція), була представлена чотирма спортсменами (3 чоловіками та однією жінкою) в одному виді спорту — гірськолижний спорт. Прапороносцем на церемонії відкриття Олімпіади був Сократіс Аристодіму. 
Країна вчетверте взяла участь в зимових Олімпійських іграх. Кіпріотські спортсмени не здобули жодної медалі.

## Спортсмени
| Вид спорту          | Чоловіки | Жінки | Всього |
| ------------------- | -------- | ----- | ------ |
| Гірськолижний спорт | 3        | 1     | 4      |
| Усього              | 3        | 1     | 4      |

## Гірськолижний спорт
| Спортсмен           | Дисципліна                   | Спуск 1 | Спуск 2 | Разом   | Разом |
| Спортсмен           | Дисципліна                   | Час     | Час     | Час     | Місце |
| ------------------- | ---------------------------- | ------- | ------- | ------- | ----- |
| Андреас Васілі      | супергігант, чоловіки        |         |         | 1:32.78 | 84    |
| Алехіс Фотіадіс     | супергігант, чоловіки        |         |         | 1:30.31 | 81    |
| Сократіс Аристодіму | супергігант, чоловіки        |         |         | 1:30.13 | 80    |
| Сократіс Аристодіму | гігантський слалом, чоловіки | 1:25.03 | 1:23.13 | 2:48.16 | 76    |
| Андреас Васілі      | гігантський слалом, чоловіки | 1:22.86 | 1:23.40 | 2:46.26 | 69    |
| Алехіс Фотіадіс     | гігантський слалом, чоловіки | 1:22.01 | 1:17.98 | 2:39.99 | 61    |
| Сократіс Аристодіму | слалом, чоловіки             | 1:12.68 | 1:11.21 | 2:23.89 | 47    |
| Андреас Васілі      | слалом, чоловіки             | 1:11.97 | 1:34.70 | 2:46.67 | 55    |
| Алехіс Фотіадіс     | слалом, чоловіки             | 1:07.10 | 1:07.66 | 2:14.76 | 44    |
| Кароліна Фотіаду    | гігантський слалом, жінки    | 1:28.66 | 1:28.48 | 2:57.14 | 39    |
| Кароліна Фотіаду    | слалом, жінки                | 1:06.13 | 58.06   | 2:04.19 | 35    |